# 趙與𤍟
赵与（1242年—1303年），字晦叔，台州黄岩（今浙江台州）人，南宋宗室。
咸淳年间登进士第，为鄂州教授。咸淳十年（1274年），元军南下时，曾率宗人上书伯颜，求缓师，致使宗人未被杀害。元世祖至元十四年（1277年），应召北上，在上都忽必烈被召见，谘访朝廷立法。他条陈江南利害十六事。至元十六年（1279年），为翰林待制，官至翰林学士。去世后，追赠天水郡侯，谥文简。